# União do Povo Africano do Zimbabwe
A União do Povo Africano do Zimbabwe (em inglês: Zimbabwe African People's Union, ZAPU), é uma organização comunista militante, posteriormente transformada em partido político que lutou pela libertação nacional do Zimbábue desde a sua fundação, em 1961, até sua fusão com a União Nacional Africana do Zimbabwe  em dezembro de 1987. Em 2008, a ZAPU foi refundada, após divergências com a ZANU.
O partido foi formado em 17 de dezembro de 1961, 10 dias depois do governo da Rodésia ter banido o Partido Nacional Democrático (NDP). Fundado por Joshua Nkomo, seu presidente, Parirenyatwa como vice-presidente, Ndabaningi Sithole como diretor-executivo, Jason Moyo, Robert Mugabe como secretário de informação e publicidade, Leopold Takawira, seu secretário-externo, e a pedido de Joseph Msika (atualmente Vice-presidente do Zimbábue vice-presidente do país), o partido foi banido em 1962 pelo governo Colonialismo colonial da Rodésia, e posteriormente se envolveu numa guerrilha contra ele. O braço armado da ZAPU, conhecido como Exército Revolucionário Popular do Zimbabwe (ZIPRA), foi comandado pelo general Lookout Masuku. ZIPRA é o único movimento militar no mundo que conseguiu derrubar um avião com uma mina terrestre. Depois que a Força Aérea Real da Rodésia começou a bombardear alvos civis em Moçambique e na Zâmbia, a ZIPRA começou a derrubar aviões civis, que estavam sendo utilizados para transportar soldados e materiais para a frente da Rodésia; isto forçou a administração rodesiana a negociar com a ZAPU, e conceder direitos para os negros do Zimbábue.